# Mártires zipaquireños
Los mártires zipaquireños fueron seis patriotas colombianos fusilados en la plaza de la villa de Zipaquirá, el sábado 3 de agosto de 1816, por orden del Pacificador Pablo Morillo al haber sido encarcelados en el Colegio Mayor de Villa del Rosario, en Santa Fe. Después de su muerte, estos seis mártires fueron velados en una tienda y expuestos en la plaza pública. Al pasar el tiempo y viendo su importancia, el 3 de agosto de 1879, en la recién construida Catedral de la Santísima Trinidad y San Antonio de Padua y Nuestra Señora de la Asunción fueron guardadas sus cenizas. Desde 1931 se viene conmemorando esta fecha como el día de los Mártires con actos culturales y académicos, decretándose anualmente como día cívico. Fueron ellos Agustín Zapata, Luis Sarache, Luis Gómez, José María Riaño, Francisco Carate y Juan Nepomuceno Quiguarana.

## Agustín Zapata
Nació en Zipaquirá en 1764 ; ejerció el oficio de tinterillo. Alcalde del nombrado municipio en 1804 y 1807. En 1810 Recibió poder del vecindario de Ubaté para gestionar la elección del corregimiento de la provincia una de las figuras más notables del movimiento encaminado en Zipaquirá desde julio de 1810 como protagonista de los primeros actos rebeldes. Al crearse el cabildo en septiembre de este año fue designado alguacil mayor, cargo honorífico que solo existía en villas y ciudades. A finales de año en la residencia señalada con el número hoy 170 de la carrera. 6 a la municipalidad para el establecimiento de cuartel de milicias, inmueble que había comprado en 1809, tuvo otra, dice Orjuela en la calle de las doncellas, calle 6 # 50. Fue uno de los principales acusados y causantes del motín del 21 de septiembre de 1811 por estar en la revuelta en la cual se levantó el pueblo, particularmente por haber sido destituido del cargo por el mismo cabildo.
En 1815 continúa siendo miembro de la municipalidad. Dice Tisnes: "En una relación del 22 de julio de 1816 se encuentra su nombre con el título de oficial; sé de él que es uno de los individuos que se halla preso y a quien se les está formulando cargos, causados de rebeldes, cabezas y sus tenedores que han desempeñado los primeros empleos con ella”. Fue capitán de las milicias, actúo en Santa Fe y volvió a Zipaquirá donde estaba cuando llegó llegaron las tropas del pacificador Morillo. Desde su notabilidad y participación en el movimiento político es muestra lo siguiente tomando de la relación de Morillo. "Fue cabeza principal de la Revolución y el más exaltado y bullicioso en al pueblo de Zipaquirá quien dispuso se arrastrase por las calles el retrato del Rey Nuestro Señor; pasado por las armas, por la espalda en Zipaquirá, luego colgado en la horca, y fijada su cabeza en paraje público confiscándole sus bienes". (Ibid., p. 442). Fusilado por las espaldas como traidor al Rey, y luego ahorcado, su cabeza fue expuesta en el sitio del Salitre a la entrada del camino viniendo de Santa Fe.

## Luis Sarache
Nació en Tabio, aunque se dice que es oriundo de Zipaquirá, donde residió. Participó en el motín del 20 de julio en Santa Fe, Ayudó al apresamiento del Virrey Antonio Amar y Borbón y formó parte de la guardia que lo condujo a Honda. 

## José Luis Gómez
Nació en Zipaquirá, estudiaba literatura en Santa Fe cuando estalló la revolución, entrando a formar parte de los motines populares de ese día. Fue preso en el Colegio del Rosario, allí fue juzgado y posteriormente ejecutado.

## Juan Nepomuceno Quiguarana
(Tiguarana o Figuarana ). Nació en Zipaquirá. Hijo de Pedro Quiguarana y Josefa (o Juana) Peñalosa. Se casó allí el 4 de febrero de 1789 con María de la Cruz Garzón. Junto con Zapata protagonizó en Zipaquirá el motín antiespañol en julio de 1810 y fue de los que arrastró por las calles el retrato del Rey, por lo cual fue fusilado por la espalda y confiscados sus bienes. (Tributos. p. 173). Agrega Orjuela : "Distinguíase como fogoso, arrebatado y amigo de la soluciones violentas" . Fue el principal agitador del tumulto del 21 de septiembre de 1811, al arremeter contra la guardia y desarmar de su fusil a uno de ellos, por lo cual fue apresado ; pero apoyado por 6 ú 8 chapetones o regentistas el pueblo concurrió a sacarlo. (Tributos . p. 172).y Cuando las tropas federalistas de Tunja se aproximaron a Santa Fe, marchó a hacerles frente en defensa del Presidente Nariño.

## José María Riaño
Nació en Zipaquirá en 1781, dice un historiador que fue uno de los revoltosos de Santa Fe del 20 de julio e intervino en la captura del Virrey Antonio Amar y Borbón y salió el 15 de agosto con la escolta que lo llevó a Cartagena de Indias. Fue sentenciado a muerte y posteriormente fusilado por traición.